# Jaycee Carroll
Jaycee Don Carroll (Laramie, 16 aprile 1983) è un ex cestista statunitense naturalizzato azero.

## Carriera
Giunge in Europa nel 2008, approdando in Italia a Teramo, dove realizza una stagione di rilievo e si mette in mostra come giocatore di spessore. L'anno dopo firma per il Gran Canaria, trasferendosi in Spagna, dove viene eletto migliore guardia della Liga ACB. Il grande salto lo fa l'anno dopo trasferendosi al Real Madrid, confermandosi come uno dei migliori giocatori del basket europeo.
Con il 53,04% al tiro da tre punti (87/164) fatto segnare nella regular season 2015-16, diventa il miglior tiratore da tre della storia della Liga ACB in una singola stagione.

## Curiosità
Dopo aver realizzato due triple consecutive in meno di 7 secondi nella partita contro Biella, fu soprannominato dai tifosi di Teramo, Jaycee "Boom-Boom" Carroll. Inoltre, nell'aprile 2012, ha ottenuto il passaporto dell'Azerbaigian, cosa che gli ha permesso di giocare in Europa senza lo status di extracomunitario.

## Statistiche

### College
| Anno      | Squadra         | PG  | PT  | MP   | TC%  | 3P%  | TL%  | RP  | AP  | PRP | SP  | PP   |
| --------- | --------------- | --- | --- | ---- | ---- | ---- | ---- | --- | --- | --- | --- | ---- |
| 2004-2005 | Utah St. Aggies | 32  | 31  | 30,4 | 52,3 | 47,6 | 73,8 | 4,3 | 1,5 | 0,9 | 0,1 | 14,7 |
| 2005-2006 | Utah St. Aggies | 32  | 31  | 33,3 | 46,5 | 45,1 | 78,9 | 3,5 | 2,6 | 1,0 | 0,1 | 16,3 |
| 2006-2007 | Utah St. Aggies | 35  | 35  | 35,9 | 52,7 | 43,2 | 88,8 | 6,3 | 1,8 | 0,9 | 0,2 | 21,3 |
| 2007-2008 | Utah St. Aggies | 35  | 35  | 37,3 | 52,6 | 49,8 | 91,9 | 6,0 | 2,2 | 0,9 | 0,2 | 22,4 |
| Carriera  | Carriera        | 134 | 132 | 34,3 | 51,1 | 46,5 | 86,2 | 5,1 | 2,0 | 0,9 | 0,2 | 18,8 |

### Eurolega
| Anno       | Squadra     | PG  | PT | MP   | TC%  | 3P%  | TL%  | RP  | AP  | PRP | SP  | PP   |
| ---------- | ----------- | --- | -- | ---- | ---- | ---- | ---- | --- | --- | --- | --- | ---- |
| 2011-2012  | Real Madrid | 16  | 1  | 22,4 | 50,3 | 51,4 | 86,5 | 2,6 | 0,8 | 0,1 | 0,2 | 14,2 |
| 2012-2013  | Real Madrid | 29  | 2  | 21,5 | 47,9 | 42,5 | 88,4 | 2,9 | 0,6 | 0,6 | 0,1 | 11,9 |
| 2013-2014  | Real Madrid | 16  | 0  | 13,9 | 44,0 | 39,7 | 88,9 | 1,6 | 0,8 | 0,5 | 0,0 | 7,1  |
| 2014-2015† | Real Madrid | 30  | 8  | 17,7 | 52,3 | 48,1 | 88,6 | 2,0 | 0,7 | 0,5 | 0,0 | 9,6  |
| 2015-2016  | Real Madrid | 27  | 11 | 17,6 | 43,2 | 36,7 | 88,5 | 1,5 | 0,9 | 0,3 | 0,1 | 8,4  |
| 2016-2017  | Real Madrid | 36  | 2  | 17,0 | 48,1 | 43,2 | 91,1 | 1,5 | 0,8 | 0,2 | 0,1 | 9,1  |
| 2017-2018† | Real Madrid | 36  | 5  | 16,0 | 51,3 | 45,8 | 95,7 | 0,9 | 0,5 | 0,3 | 0,2 | 9,4  |
| 2018-2019  | Real Madrid | 31  | 3  | 16,2 | 44,2 | 34,3 | 96,0 | 1,1 | 0,5 | 0,2 | 0,1 | 9,1  |
| 2019-2020  | Real Madrid | 22  | 6  | 13,4 | 43,7 | 40,5 | 83,3 | 1,2 | 0,5 | 0,2 | 0,1 | 7,5  |
| 2020-2021  | Real Madrid | 31  | 8  | 14,9 | 50,2 | 40,3 | 94,4 | 1,1 | 0,5 | 0,2 | 0,0 | 9,4  |
| Carriera   | Carriera    | 274 | 46 | 17,0 | 47,8 | 42,1 | 91,2 | 1,6 | 0,6 | 0,3 | 0,1 | 9,5  |

## Palmarès
- Campionato spagnolo: 5

Real Madrid: 2012-2013, 2014-2015, 2015-2016, 2017-2018, 2018-2019
- Copa del Rey: 6

Real Madrid: 2012, 2014, 2015, 2016, 2017, 2020
- Supercoppa spagnola: 6

Real Madrid: 2012, 2013, 2014, 2018, 2019, 2020
- Eurolega: 2

Real Madrid: 2014-2015, 2017-18
- Coppa Intercontinentale: 1

Real Madrid: 2015